# Scafati Basket 2001-2002
Lo Scafati Basket 2001-2002, sponsorizzato Rida, ha preso parte al campionato professionistico italiano di Legadue.

## Verdetti
- Legadue:
  - stagione regolare: 5º posto su 14 squadre (19-17);
  - playoff: eliminazione in semifinale contro Reggio Emilia (0-3).

## Roster
| Giocatori |
| --------- |

|    | Naz.                   | Ruolo | Sportivo           | Anno | Alt. | Peso |  |
| -- | ---------------------- | ----- | ------------------ | ---- | ---- | ---- |  |
| 4  | Stati Uniti (bandiera) | P     | Randolph Childress | 1972 | 193  | 90   |  |
| 8  | Stati Uniti (bandiera) | GA    | Michael Campbell   | 1975 | 198  | 100  |  |
| 9  | Italia (bandiera)      | A     | Giovanni Sabbia    | 1973 | 201  | 98   |  |
| 10 | Italia (bandiera)      | A     | Giuseppe Corvo     | 1969 | 196  | 94   |  |

| Staff tecnico                     |
| --------------------------------- |
| Allenatore: Virginio Bernardi     |
| dal 30 ottobre Paolo Pepe         |
| dal 30 novembre Francesco Vitucci |
| Assistente: Paolo Pepe            |
| dal 30 ottobre Manuel Scotto      |
| dal 30 novembre Paolo Pepe        |

| Giocatori acquisiti a stagione in corso |
| --------------------------------------- |

|    | Naz.                                                 | Ruolo | Sportivo                         | Anno | Alt. | Peso |  |
| -- | ---------------------------------------------------- | ----- | -------------------------------- | ---- | ---- | ---- |  |
| 15 | Canada (bandiera)                                    | C     | Greg Newton dal 2 ottobre        | 1974 | 208  | 108  |  |
| 6  | Stati Uniti (bandiera)                               | A     | Jason Osborne dal 19 ottobre     | 1974 | 203  | 110  |  |
| 13 | Stati Uniti (bandiera)                               | AC    | Brandon Wolfram dal 15 novembre  | 1979 | 204  | 105  |  |
| 14 | Stati Uniti (bandiera)                               | G     | Reggie Fox dal 19 novembre       | 1967 | 191  | 90   |  |
| 5  | Italia (bandiera)                                    | PG    | Aniello Laezza dal 7 dicembre    | 1973 | 186  | 89   |  |
| 13 | Bosnia ed Erzegovina (bandiera) · Croazia (bandiera) | C     | Dževad Alihodžić dal 14 dicembre | 1969 | 211  | 112  |  |
| 12 | Italia (bandiera)                                    | AC    | Valerio Amoroso dal 15 gennaio   | 1980 | 202  | 90   |  |
| 7  | Stati Uniti (bandiera)                               | G     | Curtis Staples dal 31 gennaio    | 1976 | 190  | 90   |  |

| Giocatori ceduti a stagione in corso |
| ------------------------------------ |

|    | Naz.                   | Ruolo | Sportivo                               | Anno | Alt. | Peso |  |
| -- | ---------------------- | ----- | -------------------------------------- | ---- | ---- | ---- |  |
| 13 | Stati Uniti (bandiera) | GA    | Skeeter Henry fino al 2 ottobre        | 1967 | 195  | 86   |  |
| 11 | Stati Uniti (bandiera) | A     | Lloyd Daniels fino al 19 ottobre       | 1967 | 201  | 100  |  |
| 14 | Italia (bandiera)      | A     | Giovanni Marchetti fino al 14 novembre | 1974 | 206  | 105  |  |
| 5  | Argentina (bandiera)   | AC    | Pablo Barrios fino al 16 novembre      | 1977 | 206  | 105  |  |
| 13 | Stati Uniti (bandiera) | AC    | Brandon Wolfram fino al 20 novembre    | 1979 | 204  | 105  |  |
| 14 | Stati Uniti (bandiera) | G     | Reggie Fox fino al 21 dicembre         | 1967 | 191  | 90   |  |
| 12 | Italia (bandiera)      | G     | Andrea Cattani fino all'11 gennaio     | 1978 | 198  | 97   |  |
| 7  | Italia (bandiera)      | AC    | Domenico Morena fino all'11 gennaio    | 1970 | 209  | 115  |  |

Legaduebasket: Dettaglio statistico